# Петър Лукович
Петър Лукович (на сръбски: Петар Луковић или Petar Luković) е известен сръбски журналист и рок критик.
През последните три десетилетия той критикува политиката, която става причина за зараждането и насърчаването на националната и религиозната нетолерантност на територията на бивша Югославия.
Петър Лукович е роден през 1951 г. в гр. Кралево.
През 1976 започва кариерата си като журналист в сп. „Дуга“, а по-късно става редактор. Като политически и рок енд рол хроникьор пише за почти всички тогавашни югославски вестници и списания, сред които „Джубокс“, „Младост“, „Полет“, „Недиеля“, „Недиелна Далмация“, „Политика“, „Ослободжение“, „Виесник“ и др. Става главен редактор на сп. „Тайне“, което се занимава с паранормални явления, и на „Секс клуб“, първото порно списание в Сърбия.
През 1991 г. започва да работи за белградския в. „Време“, където по-късно става и заместник главен редактор.
През 1996 г. е принуден да напусне този вестник. След това две и половина години пише на страниците на в. „Наша борба“, който бива закрит през 1998 г.
Петър Лукович пише за известното хърватско сатирично списание „Feral Tribune“ от самото му основаване през 1984 г. до днес. Понастоящем сътрудничи и на белградския „Репортер“, сараевския „Дани“ и люблянския „Младина“.
Цели три години успява да издава „градския“ месечник „XZ“ (X-забава), на който е учредител, собственик и главен редактор.
Публикувал е и три книги: „По-доброто минало“ (Bolja prošlost) (1989), „Сляпа кутия“ (Ćorava kutija) (1993) и „Години на разпадане – хроника на сръбския крах“ (Godine raspada – hronika srpske propasti) (2000).
През 2001 г. получава награда на в. „Данас“ за журналистика „Сташа Маринкович“.